# La Femme infidèle
La Femme infidèle és una pel·lícula francoitaliana dirigida per Claude Chabrol i estrenada el 1969.

## Argument
Charles Desvallées té bones raons per creure en la infidelitat de la seva dona. Per tal de tenir-ne la certesa, contracta un detectiu. Assabentant-se de la identitat de l'amant, l'escriptor Victor Pégala, va a casa seva. Després d'una curta conversa, el mata. Sense que res es digui entre els dos esposos, Hélène endevina el que ha passat, i, quan la policia torna, sense que se sàpiga si és per arrestar el seu marit, Hélène intercanvia amb el seu espòs una llarga mirada carregada de sentit.

## Repartiment
- Stéphane Audran: Hélène Desvallées
- Michel Bouquet: Charles Desvallées
- Maurice Ronet: Victor Pegala
- Stéphane Di Napoli: Michel Desvallées
- Michel Duchaussoy: inspector Duval
- Henri Marteau: Paul
- Serge Bento: Bignon
- Louise Chevalier: Marie
- Louise Rioton: Mamy
- Donatella Turri: Brigitte
- François Moro-Giafferi: Frédéric
- Dominique Zardi: xofer camió
- Guy Marly: Gobet
- Henri Attal: client cafè
- Michel Charrel: agent circulació
- Claude Chabrol: petit paper/veu

## Al voltant de la pel·lícula
- Remake estatunidenc el 2002: Unfaithful, dirigida per Adrian Lyne.